# Resolution 1745 des UN-Sicherheitsrates
Die Resolution 1745 des UN-Sicherheitsrats wurde beschlossen, das Mandat der UNMIT in Osttimor bis zum 26. Februar 2008 zu verlängern. Die Resolution wurde am 22. Februar 2007 unter Hinweis auf die Resolutionen 1599, 1677, 1690, 1703 und 1704 verabschiedet. Zusätzlich wurde der Bericht des Generalsekretärs Ban Ki-moon (S/2007/50) hierzu zur Kenntnis genommen.

## Hintergrund
Nach der indonesischen Besatzung von 1975 bis 1999 stand Osttimor zunächst unter UN-Verwaltung. Nach der Entlassung des Landes in die Unabhängigkeit am 20. Mai 2002 blieb die UN-Mission zur Unterstützung. Sie sollte eigentlich 2006 enden, doch brachen noch im selben Jahr Unruhen aus. Die Integrierte Mission der Vereinten Nationen in Timor-Leste (UNMIT) sorgte zusammen mit der International Stabilization Force (ISF) für die Wiederherstellung von Ruhe und Ordnung und einer Stabilisierung des Landes.

## Die Resolution

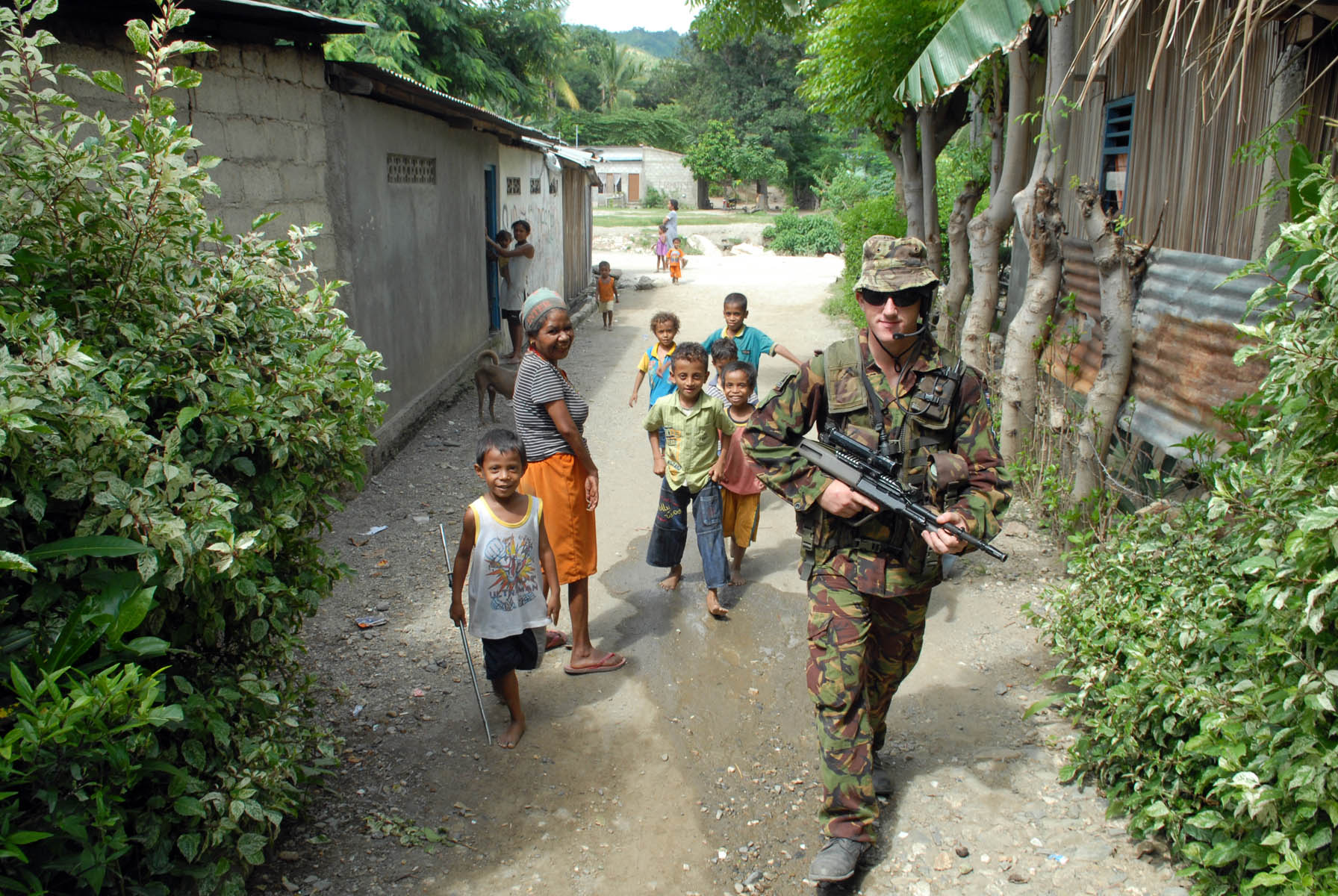
Neuseeländischer ISF-Soldat in Dili (2007)

Der Sicherheitsrat bestätigte seine Verpflichtung zum Erhalt der Souveränität, Unabhängigkeit, territorialen Integrität und nationalen Einheit Osttimors und der Förderung der langfristigen Stabilität des Landes. Die Regierung Osttimors und das Volk Osttimors wurden angehalten, ihre Anstrengungen zur Lösung der politischen Probleme anzugehen. Die Unabhängigkeit der Justiz und ihre Verantwortung sei zu respektieren. Die politische, sicherheitspolitische, soziale und humanitäre Lage in Osttimor sah der Sicherheitsrat als weiter fragil an, sah aber auch die Fortschritte im Sicherheitssektor. Zur Kenntnis wurde der gemeinsame Brief (S/2006/1022) an den Generalsekretär vom 7. Dezember 2006 von Präsident Xanana Gusmão, Premierminister José Ramos-Horta und dem Präsidenten des Nationalparlaments Francisco Guterres, der eine Verstärkung der UNMIT mit Polizeikräften anforderte. Der Sicherheitsrat sah außerdem in den anstehenden Präsidentschafts- und Parlamentswahlen 2007 einen wichtigen Schritt zur Stärkung der Demokratie in Osttimor. Gewürdigt wurden die bisherigen Fortschritte in der Verwaltung Osttimors.
Das Mandat der UNMIT wurde bis zum 26. Februar 2008 verlängert. Ihr Personal wurde mit bis zu 140 Polizisten erhöht, um für die Vor- und Nachwahlzeit bereitzustehen. Begrüßt wurde die Vereinbarung über militärische, technische Regelungen zwischen den Vereinten Nationen und Australien, dem Steller des größten Kontingents der ISF, am 25. Januar 2007 zur Sicherung von UN-Einrichtungen und Unterstützung der UNMIT-Polizei. Die Regierung Osttimors wurde aufgefordert, zusammen mit UNMIT, weiter am Wiederaufbau der Sicherheitsstrukturen zu arbeiten, inklusive an Nationalpolizei Osttimors (PNTL), Verteidigungskräfte Osttimors (F-FDTL) und die Ministerien für Inneres und Verteidigung. Alle Parteien Osttimors wurden aufgerufen, sich an die Prinzipien der Gewaltlosigkeit und an demokratische und legale Prozesse zu halten, damit die anstehenden Wahlen einen Vereinigungseffekt für das Land haben und alle osttimoresischen Parteien ermuntert werden, freie, faire und friedliche Wahlen zu sichern.

## Folgezeit
Die Präsidentschafts- und Parlamentswahlen 2007 führten zu einem Machtwechsel in der Regierung des Landes. Der bisherige Präsident Xanana Gusmão wurde Premierminister der Regierungskoalition Aliança da Maioria Parlamentar (AMP) und löste damit die bisher dominierende FRETILIN ab. Der vorige unabhängige Premierminister José Ramos-Horta wurde zum neuen Staatspräsidenten gewählt. Nach den Parlamentswahlen kam es zu Zusammenstößen zwischen Anhängern Gusmãos und der FRETILIN, vor allem in Dili und in den Distrikten Baucau und Viqueque. Danach stabilisierte sich die Lage wieder. Die Rebellenbewegung der abtrünnigen Soldaten blieb weitgehend ruhig und versteckte sich in der Wildnis, bis sie am 11. Februar 2008 ein Attentat auf die Staatsführung verübten. Präsident Ramos-Horta wurde schwer verletzt, Premierminister Gusmão entkam den Attentätern unverletzt. Der Rebellenführer Alfredo Alves Reinado kam während eines folgenden Feuergefechts mit osttimoresischen Sicherheitskräften ums Leben, die Rebellenbewegung löste sich daraufhin auf und es kehrte wieder Ruhe in das Land ein.
Die Mission der UNMIT endete 31. Dezember 2012.